# Georg Fuchs
Georg Fuchs (25 de diciembre de 1856 - 30 de septiembre de 1939) fue un General de Infantería prusiano que sirvió notablemente durante la I Guerra Mundial.

## Carrera
Después de graduarse del colegio en 1877 Fuchs se unió al Ejército prusiano y se convirtió en Fahnenjunker en el 33.º (Prusiano Oriental) Regimiento de Fusileros "Conde Roon". Recibió su comisión como teniente segundo el 11 de febrero de 1879, a partir de 1885 asistió al Colegio de Estado Mayor Prusiano durante tres años siendo promovido a Oberleutnant. Esto le permitió unirse al Estado Mayor General en 1890. Como Hauptmann lideró una compañía en el Regimiento de Fusileros de Magdeburgo N.º 36 en Halle (Saale) en 1894. Después de ser promovido a Mayor en 1898 enseñó en la Academia Prusiana de Guerra durante dos años. Fue promovido a Oberstleutnant en 1905 y se convirtió en jefe de Estado Mayor del IX Cuerpo en Altona, Hamburgo.
Consagrado como Oberst comandó  el 4.º Regimiento de Infantería Bajo Alsaciano N.º 143 y la 20.ª Brigada de Infantería una vez promovido a Generalmajor en 1911. Cuando fue ascendido a Generalleutnant le fue dado el mando de la 16.ª División.

### I Guerra Mundial
En los inicios de la I Guerra Mundial fue comisionado para la ocupación del Gran Ducado de Luxemburgo el 2 de agosto de 1914. Después luchó en asociación con el VIII Cuerpo durante la batalla de Neufchâteau.
Al final de agosto de 1916, se convirtió en comandante general del X Cuerpo de Reserva. En octubre, cambió su mando al XIV Cuerpo de Reserva que se hallaba en la principal área de ataque del Quinto Ejército británico durante la batalla del Somme.
En marzo de 1917, tomó el mando del Armee-Abteilung C entre los ríos Mosa y Mosela. Después de una ofensiva del Primer Ejército de EE. UU., tuvo que ceder posiciones al este de Verdún durante la batalla de Saint-Mihiel a mediados de septiembre de 1918.
Después del Armisticio, Fuchs recibió el mando del Quinto Ejército en diciembre de 1918.

## Condecoraciones
Entre las condecoraciones recibidas por Fuchs se hallan:
- Orden del Águila Roja, 2.ª Clase con Hojas de Roble
- Orden de la Corona, 2.ª Clase con Estrella
- Cruz al Servicio prusiano
- Cruz de Caballero de 1.ª Clase del León de Zähringen
- Orden del Grifón
- Orden de Pedro Federico Luis
- Cruz de Honor de Reuss, 2.ª Clase
- Cruz de Comandante de la Orden imperial de Francisco José
- Cruz de Hierro, 2.ª y 1.ª Clase
- Pour le Mérite el 22 de agosto de 1917